# 金尚徳
金 尚徳（キム・サンドク、김상덕、1891年12月10日または1892年12月10日 - 1956年4月28日）は、日本統治時代の朝鮮の独立運動家、大韓民国の政治家である。号は令洲。

## 生涯

### 生涯初期
慶尚北道高霊郡苧田洞で小農の5男に生まれた。5歳の時に父の勧誘で書堂に入って、郷里で19歳の時まで漢学を学んだと言う。1912年4月慶尚北道高靈公立普通学校に入学したが翌年やめた。1915年京城府で儆新中学校に入学した。1917年には、16歳時に許嫁となった陜川郡出身の姜泰貞と結婚した。儆新中学校に通いながら、昼には大工で学費を稼ぎ、夜に勉強しながら、20代初盤の青年期を儆新中学校で過ごした。そしてキリスト教に接して新学問を学び、民族意識と抗日意識を培って、日本に渡り、近代的な新学問を学んで独立運動をすることを決心した。

### 独立運動

#### 日本留学と2.8 独立宣言
1917年3月の儆新中学校卒業後には専門教育を受けるために、同年日本に渡った。当時家で留学費用を捻出できなかったため、母校を通じて知り合ったキリスト教系列の支援を貰って留学した。日本東京で正則英語学校を経て、1917年早稲田大学政経学部へ進学、留学生と民族運動の方案を用意しようと努力した。
しかし、1918年7月に日本で水の暴騰が起きて、生活が苦しくなり、仕方なく大学を中退し、生活費を稼がざるを得なかったと言う。
1919年1月6日、東京で朝鮮留学生学友会が主催した雄弁大会に参加した。この日行事は留学生が集まって独立運動展開方法を論議し、尚徳は独立宣言書作成と発送のための実行委員に選定されて金度演・白寛洙・崔八鎔など朝鮮人留学生とともに朝鮮青年独立団を結成した。1919年2月の2・8独立宣言に参加したため、日本に逮捕・拘禁されてから1920年2月出獄した。

#### 大韓民国臨時政府活動
上海市で亡命して大韓民国臨時政府に参加した。1922年1月にモスクワで開催された東方革命代表者大会に韓国代表の一人として参加した。臨時政府では臨時議政院議員（地方区慶尚道）となった。1923年国民代表会議に参加した時、改造派に加わった。臨時政府を解体を訴える創造派の主張に反対し、臨時政府の維持改革を訴える改造派の宣言書修正委員に選出されて活動した。1924年には上海青年同盟会を結成して中国で活動する独立運動勢力の統合計画を立てた。同年春に上海を離れ、吉林省磐石県で金東三などと在満農民同盟を組織し、その執行委員として機関紙の『農民報』を刊行した。
以後正義府に参加したが、1928年に正義府が分裂すると、金東三と共に革新議会に参加して執行委員を務めた。また、時事研究会に加担し、1928年に時事研究会執行委院長として全民族唯一党組織促成会を開催し、引き続き12月に吉林で民族唯一党在満策進会を組織するなど民族唯一党運動を展開した。しかし、満洲での唯一党運動は参加した独立運動団体の間の立場の違いにより決裂し、日本の満洲侵攻以後の1932年に韓国独立軍参謀を経て、1933年にまた中国本土に戻り、南京で韓中連合軍を組織した。
1934年に南京での新韓独立党の創党に参加し、党務委員に選ばれた。1935年7月、南京で朝鮮民族革命党が創党されると、中央執行委員に活動した。1940年朝鮮民族革命党の武将団体である朝鮮義勇隊に合流して本部編集委員で活動する。1942年、朝鮮民族革命党が臨時政府に参加しながら、議定院議員として臨時政府の国際的承認を要請するなど活発な活動を広げた。
1942年10月、大韓民国臨時政府国務委員兼文化部長となった。

### 光復以後
1945年11月、主席金九、副主席金奎植など臨時政府要人と一緒に帰国した。1945年12月24日 韓国少年軍総本部顧問に推戴された。1946年2月非常国民会の代議員と民族統一総本部総務部長を勤めた。1948年5月10日制憲国会議員選挙に出馬して当選した。6月1日憲法起草委員会委員に選任された。1946年6月29日に民族統一総本部結成式に参加、民族統一総本部総務部長に推戴された。
1949年李仁・郭尚勲などと反民族行為特別調査委員会を構成、反民族行為特別調査委員会初代委員長に選出された。しかし、1949年に反民特委が強制解散された。
1950年ソウルに滞在中、朝鮮戦争で北朝鮮に拉致された。1990年建国勲章独立章が追贈された。

## ドラマ
- ハン・インス - 1990年 （反民特委） MBCドラマ